# Rode rotshazen
De rode rotshazen (Pronolagus) zijn een geslacht van zoogdieren uit de familie van de Hazen en konijnen (Leporidae). De wetenschappelijke naam van het geslacht werd in 1904 gepubliceerd door Marcus Ward Lyon Jr.

## Taxonomie
Dit geslacht bestaat uit de volgende 4 soorten:
- Geslacht: Pronolagus (4 soorten)
  - Soort: Pronolagus crassicaudatus – Grote rode rotshaas
  - Soort: Pronolagus randensis – Jamesons rode rotshaas
  - Soort: Pronolagus rupestris – Smiths rotshaas
  -  Soort: Pronolagus saundersiae